# Amy (Oise)
Amy ist eine französische Gemeinde mit 421 Einwohnern (Stand: 1. Januar 2022) im Département Oise in der Region Hauts-de-France (vor 2016 Picardie). Sie gehört zum Arrondissement Compiègne und zum Kanton Thourotte (bis 2015 Lassigny). Die Einwohner werden Amédéens genannt.

## Geographie
Amy liegt etwa 35 Kilometer nördlich von Compiègne. Umgeben wird Amy von den Nachbargemeinden Verpillières im Norden, Avricourt im Osten, Candor im Südosten, Lassigny im Süden, Fresnières im Südwesten, Crapeaumesnil im Westen sowie Beuvraignes im Westen und Nordwesten.

## Bevölkerungsentwicklung
| Jahr      | 1962 | 1968 | 1975 | 1982 | 1990 | 1999 | 2006 | 2013 |
| Einwohner | 336  | 283  | 240  | 272  | 342  | 345  | 367  | 371  |

## Sehenswürdigkeiten

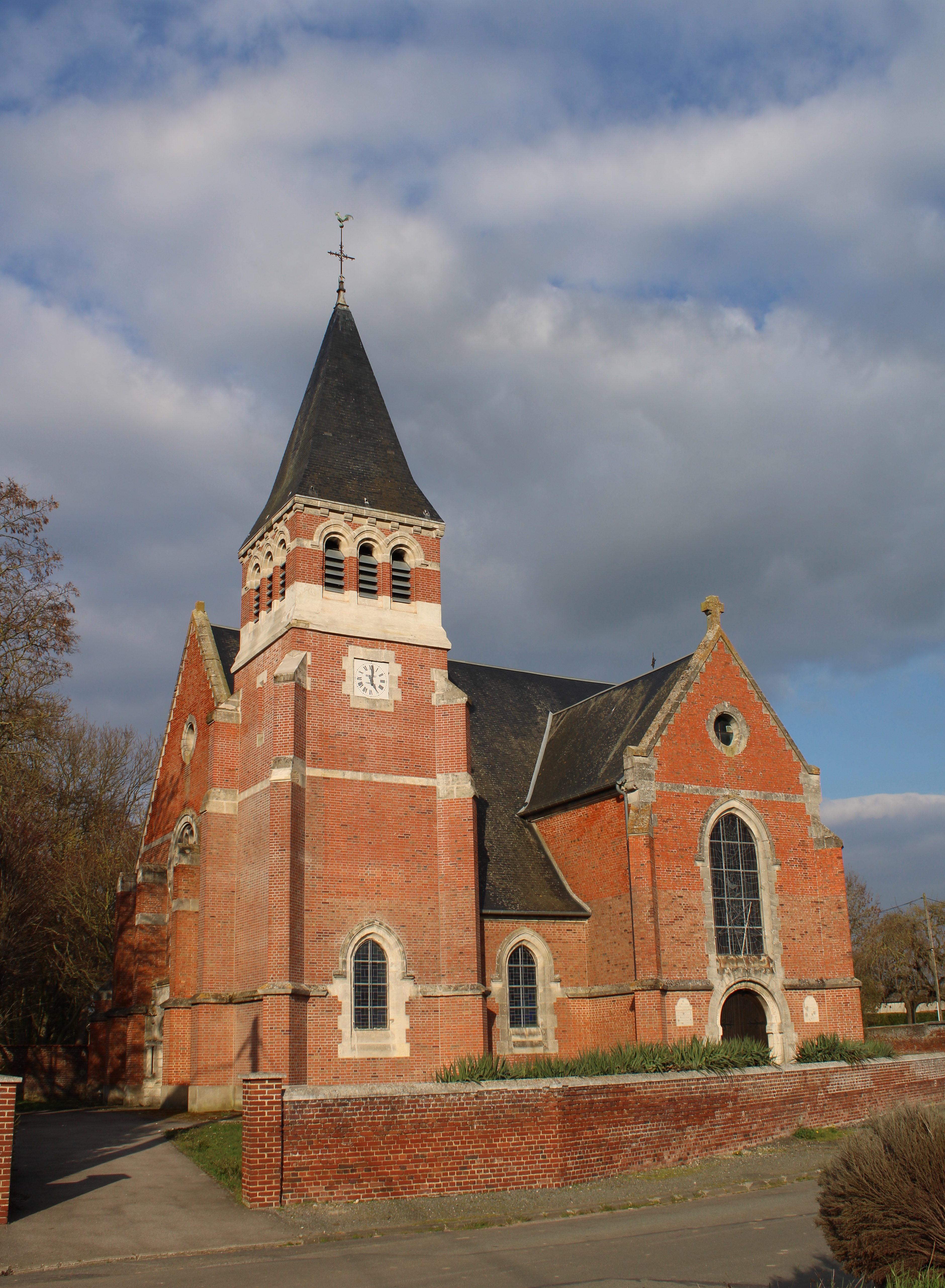
Kirche Saint-Jean-Baptiste

- Kirche Saint-Jean-Baptiste